# Armando Enríquez Flores
Armando Enríquez Flores (Victoria de Durango, 2 de maig de 1963) és un polític mexicà, membre del Partit Acció Nacional.
Ha ocupat els càrrecs de President Municipal de Toluca, de l'Estat de Mèxic i el 2006 fou elegit Diputat Federal pel XXVI Districte Electoral Federal de l'Estat de Mèxic en la LX Legislatura.
El 1996 fou elegit diputat local de l'estat de Mèxic i l'any 2000 fou elegit diputat federal pel XXXIV Districte Electoral Federal de l'estat de Mèxic en la LVIII Legislatura del Congrés de la Unió.